# Poule de Barbezieux
Pour les articles homonymes, voir Barbezieux (homonymie).
 (novembre 2019).
La poule de Barbezieux est une race de poules domestiques françaises, originaire de la région de Barbezieux en Charente.

## Description
La poule de Barbezieux est une des plus grosses races de type européen. Elle est rustique, haute, puissante et adaptée au sol argilo-calcaire de son berceau d'origine : le sud de la Charente. C'est une race à deux fins, produisant des poulets et des poules qui pondent de gros œufs blancs (env. 200 œufs/an).

### Origine
La poule de Barbezieux est une poule rare ; présumée disparue elle est à nouveau en expansion, avec un cheptel assez important et des sujets de plus en plus conformes au standard.
Les individus actuels seraient issus de quelques individus retrouvés par hasard dans une ferme de sa région d'origine, métissés avec des poules asiatiques (présence d'oreillons rouges lors des éclosions).

### Récompense
La poule de Barbezieux obtient le 1er prix du concours de Paris de 1860.

### La poule de Barbezieux aujourd'hui
Actuellement des sujets conformes au standard sont élevés dans sa région d'origine. Il faut noter aussi la création récente d'une filière de production de poulets de qualité avec label marqué « Poulet de race Barbezieux, race ancienne », grâce aux efforts de l'ASPOULBA (Association pour la sauvegarde de la poule de Barbezieux). En 2003, l’ASPOULBA a rédigé un cahier des charges régional regroupant 5 éleveurs et définissant les critères de production, d’alimentation et d’abattage sur un territoire défini.
Afin de préserver cette race sans équivalent jusqu'au XIXe siècle et son patrimoine génétique, fruit d'une longue adaptation à son milieu, il faut systématiquement écarter de la reproduction les sujets présentant des signes de métissage ou reproduisant des poussins hétéroclites.
La période de l'entre-deux-guerres avait eu raison de la poule de Barbezieux, car la mode était passée à la consommation d'œufs roux, participant à son déclin et profitant à d'autre races « de synthèse », notamment à vocation industrielle, venues des États-Unis, ainsi même que la marans, proche géographiquement.

### Caractéristiques
- Masse idéale : Coq : > 4,5 kg ; Poule : > 3,5 kg
- Crête : simple
- Oreillons : blancs
- Couleur des yeux : rouge orangé
- Couleur de la peau : blanche
- Variétés de plumage : uniquement noir
- Œufs à couver : min. 75 g, coquille blanche
- Diamètre des bagues : coq : 22 mm ; poule : 20 mm

### Gastronomie
Barbezieux est réputé pour sa production de chapons, appréciée particulièrement par le gastronome français Jean Anthelme Brillat-Savarin.

## Club officiel
- Poule de Barbezieux - Club de France à Barbezieux, créé en 1997. Site officiel : barbezieuxclub.jimdo.com

- Association de sauvegarde de la poule de Barbezieux (Aspoulba) aux Salles-de-Barbezieux. Site officiel : aspoulba.fr

## Sources
- Le Standard officiel des volailles (Poules, oies, dindons, canards et pintades), édité par la SCAF.

https://barbezieuxclub.jimdo.com